# Семейство (филм)
Семейство е българска телевизионна новела филм  (детски) от 1977 г. по сценарий на Атанас Ценев. Режисьор е Катя Монинска, а оператор Николай Димитров.
Филмът е по едноименния разказ на Ивайло Петров.

## Актьорски състав
| В главните роли                | Изпълнител           |
| ------------------------------ | -------------------- |
| малката Снежа                  | Камелия Станчева     |
| малкия съсед Пепи              | Борис Иванов         |
| д-р Георги Тонев, зъболекарят  | Вълчо Камарашев      |
| съседът каращ се на зъболекаря | Асен Ангелов         |
| дядото на стълбището           | Стоил Попов          |
|                                | Владко Николов       |
| майката на Снежа               | Мая Зуркова          |
| бащата на Снежа                | Йордан Ковачев       |
|                                | Маргарита Печеникова |
|                                | Ани Христова         |